# Dale Begg-Smith
Dale Begg-Smith (ur. 18 stycznia 1985 w Vancouver w Kanadzie) – australijski narciarz dowolny kanadyjskiego pochodzenia, mistrz olimpijski z Zimowych Igrzysk Olimpijskich 2006 z Turynu w jeździe po muldach oraz wicemistrz z Zimowych Igrzysk Olimpijskich 2010 z Vancouver w tej samej konkurencji. Na mistrzostwach świata w Madonna di Campiglio zdobył złoty medal w jeździe po muldach oraz srebrny w jeździe po muldach podwójnych. Ponadto wywalczył brązowy medal w jeździe po muldach na mistrzostwach świata w Ruka. Najlepsze wyniki w Pucharze Świata osiągnął w sezonie 2006/2007, kiedy to triumfował w klasyfikacji generalnej, oraz w klasyfikacjach jazdy po muldach i jazdy po muldach podwójnych. Pierwsze miejsce w klasyfikacji jazdy po muldach zajął także w sezonach 2005/2006, 2007/2008 oraz 2009/2010.

## Osiągnięcia

### Igrzyska olimpijskie
| Miejsce | Dzień     | Rok  | Miejscowość | Konkurencja      | Zwycięzca          |
| ------- | --------- | ---- | ----------- | ---------------- | ------------------ |
| 1.      | 15 lutego | 2006 | Turyn       | Jazda po muldach | -                  |
| 2.      | 14 lutego | 2010 | Vancouver   | Jazda po muldach | Alexandre Bilodeau |

### Mistrzostwa świata
| Miejsce | Dzień    | Rok  | Miejscowość          | Konkurencja      | Zwycięzca                 |
| ------- | -------- | ---- | -------------------- | ---------------- | ------------------------- |
| 3.      | 19 marca | 2005 | Ruka                 | Jazda po muldach | Nathan Roberts            |
| 5.      | 20 marca | 2005 | Ruka                 | Muldy podwójne   | Toby Dawson               |
| 2.      | 9 marca  | 2007 | Madonna di Campiglio | Jazda po muldach | Pierre-Alexandre Rousseau |
| 1.      | 10 marca | 2007 | Madonna di Campiglio | Muldy podwójne   | -                         |

### Puchar Świata

#### Miejsca w klasyfikacji generalnej
- sezon 2000/2001: 77.
- sezon 2001/2002: 88.
- sezon 2003/2004: 75.
- sezon 2004/2005: 7.
- sezon 2005/2006: 2.
- sezon 2006/2007: 1.
- sezon 2007/2008: 3.
- sezon 2008/2009: 58.
- sezon 2009/2010: 3.

#### Miejsca na podium
1. Deer Valley – 29 stycznia 2005 (Jazda po muldach) – 2. miejsce
2. Inawashiro – 5 lutego 2005 (Jazda po muldach) – 2. miejsce
3. Naeba – 11 lutego 2005 (Jazda po muldach) – 3. miejsce
4. Oberstdorf – 18 grudnia 2005 (Jazda po muldach) – 1. miejsce
5. Deer Valley – 13 stycznia 2006 (Jazda po muldach) – 3. miejsce
6. Lake Placid – 20 stycznia 2006 (Jazda po muldach) – 1. miejsce
7. Lake Placid – 22 stycznia 2006 (Jazda po muldach) – 1. miejsce
8. Madonna di Campiglio – 28 stycznia 2006 (Jazda po muldach) – 1. miejsce
9. Špindlerův Mlýn – 4 lutego 2006 (Jazda po muldach) – 2. miejsce
10. Jisan – 1 marca 2006 (Jazda po muldach) – 1. miejsce
11. Apex – 18 marca 2006 (Jazda po muldach) – 1. miejsce
12. Mont Gabriel – 6 stycznia 2007 (Jazda po muldach) – 1. miejsce
13. La Plagne – 5 lutego 2007 (Jazda po muldach) – 3. miejsce
14. La Plagne – 6 lutego 2007 (Muldy podwójne) – 1. miejsce
15. Inawashiro – 18 lutego 2007 (Muldy podwójne) – 1. miejsce
16. Apex – 24 lutego 2007 (Jazda po muldach) – 1. miejsce
17. Voss – 2 marca 2007 (Jazda po muldach) – 1. miejsce
18. Voss – 3 marca 2007 (Jazda po muldach) – 1. miejsce
19. Lake Placid – 18 stycznia 2008 (Jazda po muldach) – 2. miejsce
20. Lake Placid – 20 stycznia 2008 (Jazda po muldach) – 1. miejsce
21. Inawashiro – 16 lutego 2008 (Jazda po muldach) – 1. miejsce
22. Åre – 7 marca 2008 (Jazda po muldach) – 1. miejsce
23. Åre – 8 marca 2008 (Muldy podwójne) – 2. miejsce
24. Calgary – 8 stycznia 2010 (Jazda po muldach) – 1. miejsce
25. Calgary – 9 stycznia 2010 (Jazda po muldach) – 1. miejsce
26. Deer Valley – 14 stycznia 2010 (Jazda po muldach) – 1. miejsce
27. Deer Valley – 16 stycznia 2010 (Jazda po muldach) – 2. miejsce
28. Lake Placid – 21 stycznia 2010 (Jazda po muldach) – 2. miejsce
29. Sierra Nevada – 18 marca 2010 (Jazda po muldach) – 2. miejsce

- W sumie 18 zwycięstw, 8 drugich i 3 trzecie miejsca.